# George Smitherman
George Smitherman (sinh ngày 12 tháng 2 năm 1964) là một chính khách và phát thanh viên người Canada. Ông đại diện cho việc tranh đua Toronto Centre của tỉnh trong Quốc hội Lập pháp Ontario từ năm 1999 đến năm 2010, khi ông từ chức để tranh cử chức thị trưởng Toronto trong cuộc bầu cử thành phố năm 2010. Smitherman là thành viên đồng tính công khai đầu tiên của Nghị viện tỉnh (MPP) được bầu ở Ontario và là bộ trưởng nội các đồng tính công khai đầu tiên của tỉnh. Vào tháng 1 năm 2011, ông gia nhập đài phát thanh nói chuyện CFRB với tư cách là người đóng góp và người dẫn chương trình trên chương trình Live Drive with John Tory.
Smitherman là một ứng cử viên trong cuộc bầu cử thành phố năm 2018 tranh cử vào Hội đồng Thành phố Toronto ở Phường 13 Toronto Centre, bao gồm phần lớn các tỉnh mà ông đại diện với tư cách là một MPP. Ông nhận được 15% phiếu bầu, thất bại trước người đương nhiệm Kristyn Wong-Tam, người nhận được 50%.

## Đầu đời
Smitherman sinh ra tại Bệnh viện Humber Memorial (nay là địa điểm Nhà thờ Bệnh viện Khu vực Humber River) ở Weston, Ontario và dành phần lớn thời gian đầu của mình ở Etobicoke (ông sống một thời gian ngắn ở Đông York, Ontario). Ông là con trai của Irene Margaret (Wood) và Arthur Smitherman, và một trong bốn đứa trẻ. Smitherman đã dành nhiều thời gian làm việc với công việc kinh doanh của cha mình, Smitty's Haulage (sau này là Vận tải đường phố chắc chắn).
Smitherman thừa nhận nghiện ma túy bất hợp pháp 5 năm trước khi tranh cử vào chức vụ chính trị. Smitherman đã không chỉ ra loại thuốc cụ thể mà ông nghiện trong thời gian này, ngoại trừ nói rằng chúng là một phần của "cảnh tiệc tùng ở Toronto", và "ma túy không được tiêm". Ông ghẻ lạnh anh trai của mình, nói rằng họ không rơi ra ngoài mà chỉ là xa nhau.  Arthur, người tranh cử hội đồng thành phố từ Phường 8, đã tán thành Rob Ford cho chức thị trưởng.
Vào ngày 5 tháng 8 năm 2007, Smitherman kết hôn với người bạn đời của mình, Christopher Peloso, gần Elliot Lake, Ontario. Peloso từng là người quản lý của Lindt & Sprüngli. Vào ngày 26 tháng 9 năm 2009, tờ Toronto Star đưa tin rằng Smitherman và Peloso đã được Hiệp hội Viện trợ Trẻ em Toronto chấp thuận làm cha mẹ nuôi. Họ nhận nuôi hai đứa trẻ tên là Michael và Kayla. Peloso cũng có một cô con gái từ mối quan hệ trước. Peloso, người được cho là bị trầm cảm lâm sàng, được phát hiện đã chết sau khi mất tích vào tháng 12 năm 2013.